# Обала Слоноваче
Обала Слоноваче (фр. Côte d’Ivoire), званично Република Обала Слоноваче (фр. République de Côte d’Ivoire), или Кот д’ Ивоар, званично Република Кот д’ Ивоар, позната и као Обала Слонове Кости, је земља у западној Африци која граничи са Либеријом, Гвинејом, Малијем, Буркином Фасо и Ганом са западне, северне и источне стране, док се са јужне стране налази Гвинејски залив. Економски развој ове некада најразвијеније земље западне Африке заустављен је грађанским ратом који је земљу поделио на два дела. Рат је окончан крајем 2007. године.

## Историја
Није много тога познато о Обали Слоноваче из периода пре доласка европских бродова 1460.тих година. Главне етничке групе су се населиле не тако давно из суседних подручја. Народ Кру је мигрирао из Либерије око 1600; Сенуфо и Лоби мигрирали су према југу из Буркине Фасо и Малија. Тек у 18. и 19. веку народ Акан, укључујући Бауле, мигрирао је из Гане у источне делове земље, а Малинке народ је мигрирао из Гвинеје у северозападни део земље.
До колонијалног доба није постојала никаква државна организација на југу Обале Слоноваче. На северу земље се од 11. до 13. века појавио утицај сахелских краљевстава, као што је Краљевина Мали. У исто време овде се појавио ислам и то путем трговачких веза и ратних похода.
Португалци су од 15. века трговали са приморским племенима, али од 17. века их потискују Французи. Обала Слоноваче је француска колонија од 1893. У поређењу са суседном Ганом, Обала Слоноваче није претрпела пуно трговином робља.
Први председник Обале Слоноваче после стицања независности 7. августа 1960. био је Феликс Упуе-Боањи, бивши фармер какаоа, синдикални вођа и први министар у Влади Француске афричког порекла. У то време Обала Слоноваче је била економски најнапреднија земља западне Африке, која је била прва у свету по производњи какаоа и трећа по производњи кафе. Земља је привукла многе европске стручњаке, а привредни раст је дуго износио близу 10% годишње. Улуе-Боањи је земљом владао у једнопартијском систему. Своје родно село Јамасукро је изградио и радио на томе да се главни град премести на ову локацију у центру земље, што се остварило 1983. У етнички и религијски подељеној земљи трудио се да не фаворизује ниједну заједницу. Преминуо је 1993.
Нови председник Анри Конан Бедије заоштрио је међуетничке односе у земљи, у коју су се традиционално досељавали људи из суседних земаља. Забранио је свом ривалу са севера земље, Аласану Утари да се кандидује за председника, јер наводно није имао држављанство Обале Слоноваче. Бедијеа су са власти сменили незадовољни официри предвођени генералом Робером Гвејем.
На изборима 2000. за председника је изабран Лоран Багбо који је тиме окончао војну власт. Врховни суд је из избора поново дисквалификовао Аласана Утару. Ово је изазвало протесте његових присталица са севера земље, и септембра 2002. избила је побуна у више градова. Војска је осигурала Абиџан, али је изгубила контролу над севером државе. Ту су се учврстили побуњеници са центром у граду Буаке. Француске снаге су помогле режиму у Абиџану да се одбрани од претњи са севера, а Аласан Утара се склонио у француску амбасаду, јер му је спаљена кућа. Тиме је започео грађански рат у земљи између севера и југа. Иако се већина борби окончала до краја 2004, земља је остала подељена.
Избори за председника су коначно организовани крајем 2010. на целој територији земље и под међународним надзором. У другом кругу 21. новембра 2010, гласало се између актуелног председника Лорана Багбоа (чији је легални мандат истекао 2005) и Аласана Утаре. Изборна комисија је 2. децембра потврдила да је победио Утара односом гласова 54% према 46%. Уставно веће је поништило ове резултате, затворило границе земље, и прогласило Багба за победника избора. После вишемесечног двовлашћа, и сукоба у којима је погинуло више од 1000 људи, Лоран Багбо се предао.

## Политика
Обала Слоноваче је подељена на 34 департмана.
Обалом Слоноваче управља конституција која је изабрана на јавном референдуму у јулу 2000. На челу државе је изабрани председник, који поставља премијера на челу владе. Председник и премијер се саветују на савету министара који је изабрао премијер. Председника и 225 чланова једнодомне Генералне скупштине бира народ универзалним правом гласа на термин од пет година.
Главне политичке странке у Обали Слоноваче су: Демократска странка Обале Слоноваче (PDCI; Parti Démocratique de la Côte d’Ivoire), социјалдемократски Народни Фронт Обале Слоноваче (FPI; Front Populaire Ivoirien), и центристички Збор Републиканаца (RDR; Rassemblement des Républicains). PDCI је била једина легална политичка странка од 1960. до 1990, када је усвојен вишестраначки систем. Задржала је контролу над државом док њихов вођа није истеран војним ударом у децембру 1999. године. На изборима одржаним у децембру 2000. године и јануару 2001, FPI је добио највише посланичких мандата у Генералној скупштини, са 96 мандата напрема 94 за PDCI.
Судски систем укључује врховни суд који садржи уставни, судски, административни (управни) и порески дом. Високи суд правде је опуномоћен да суди владиним функционерима, укључујући и председника, за тешке злочине. Други судови су жалбени суд, суд државне безбедности и судови за разне друге случајеве.

## Географија

### Положај
Обала Слоноваче се налази се у Западној Африци. Излази на Атлантски океан. Површина јој је 322.460 km² и има око 16 милиона становника. Главни град је Јамусукро а остали су: Абиџан, Буаке, Данане, Ман, Далоа, Агбовил, Сан Педро и Корхого.

### Рељеф
Уз море је низија, а у унутрашњости су брда. Највиши врх је 1.750 m. Обала Обале Слоноваче оивичена је са неколико великих и дубоких лагуна, од којих је већина неприступачна бродовима због плићака у близини обале. Ограничавајући обалу, зона густих тропских шума простире се око 265 km ка унутрашњости на истоку и западу и око 100 km у центру. Даље од овог на северу и центру лежи пространа савана. Западни део државе је таласаст, са планинским ланцима у регијама Одиен и Ман. Неколико врхова је више од 1500 m.

### Воде
Главне реке су Сасандра, Бандама и Комое, од којих ниједна није пловна више од 65 km због брзе и плитке воде током сушне сезоне.

### Клима
Клима је тропска влажна, а на самом југу екваторијална. Јужни део Обале Слоноваче има тропску климу, која је врела и влажна са јаким кишама. Температуре варирају од 22 °C до 32 °C, и најјаче кише падају од априла до јула, и у октобру и новембру. Даље од обале, у савани, температурне разлике постају екстремније, по ноћи у јануару температура се спушта до 12 °C, а по дану у лето диже се преко 40 °C. Просечне падавине износе 2100 mm у приобалном Абиџану и 1200 mm у Буакеу, лоцираном на средишњој равници државе.

### Флора и фауна
Централни појас Обале Слоноваче је прекривен шумом са преко 225 врсти дрвећа, међу којима су неке драгоцене врсте дрвећа као што су: обече, махагони, ироко, макоре и сипо. Животињски свет државе укључује: шакала, хијену, пантера, слона, шимпанзу, крокодила, разне гуштере и отровне змије.

## Привреда
Слабо развијена земља која осећа последице колонијализма. У њеној привреди велики капитал имају Американци, Французи и остале европске земље. Највише људи је запослено у пољопривреди 79%. Главни производи су; шећерна трска, каучук, кафа, какао, банана, кикирики, кукуруз, шећерна репа, просо, соја и кромпир. Индустрија; електротехничка, дрвна, рафинерија нафте, хемијска, прехрамбена, производња алуминијума, кожна, текстилна. Руде; дијаманти, злато, нафта, манган, боксит, гвоздена руда.
Привреда Обале Слоноваче је углавном пољопривредна, са 60% од укупне радне снаге запослене у пољопривреди и шумарству. Међутим, влада покушава унети разноликост у економију да избегне зависност од малог броја извозних усева. Просечан буџет израчунат је на приближно 1,8 милијарди амер. долара прихода и отприлике исто толико трошка.
Главни уновчени усеви Обале Слоноваче су какао, кафа, памук и ананас. Она је један од водећих светских произвођача какаоа, који броји преко 40% зараде у извозу, и један је од највећих афричких произвођача кафе, такође. Влада је охрабрила производњу памука и ананаса да унесе разноликост у привреду, која је патила осамдесетих када су цене какаоа и кафе значајно опале. Други усеви који су развијени су за извоз су палмина језгра и каучук. Најчешћи усеви за локалну употребу су: јам, маниок, боквица, пиринач и кукуруз. Влада је покренула програме да оствари самодовољност хране.
Производња дрвене грађе је од главне привредне важности за Обалу Слоноваче. Најважније извозно дрвеће је махагони, ироко, сипо, обече и макоре. Око 12,1 милиона m³ дрвене грађе је произведено у 2002. Рибарство се води дуж обале; улов 2001. године је био 74.581 метричких тона.
Нафта у трговачким вредностима је пронађена 1977. године у близини обале, а производња је почела 1980. год.; производња 2001. године је била 4,4 милиона барела. Обала Слоноваче је, такође, произвела око 75.000 карата дијаманата у 1996. године, а ископавање злата је почело у раним деведесетим. Индустрија укључује фабрике за производњу хране, текстилне фабрике и фабрике за производњу тесане грађе, рафинерије уља, фабрике за монтажу бицикала и аутомобила, и производњу шперплоче, намјештаја, цемента, челичних контејнера, обуће, и алуминијумских табли.
Обала Слоноваче је чланица Западноафричке Монетарне Уније, коју чини шест нација. Валута је CFA франак, пуштен у оптицај од стране Централне Банке за Државе западне Африке (697 CFA франака је једнако 1 амер. долару, просек из 2002). Заменска стопа да је 50 CFA франака једнако једном француском франку је била у снази од 1948. до 1994. године, када је смањена вредност CFA франка за 50%.
У 2000. години извоз је износио 3,6 милијарди амер. долара, а увоз је био 2,5 милијарди амер. долара. Главни трговачки партнери за извоз су Француска, Холандија, Немачка, Италија, Буркина Фасо и САД; најважнији партнери за увоз су САД, Гана, Немачка и Италија.
Лука Абиџан је једна од најзаузетијих у Западној Африци. Постоји нова лука Сан Педро, која је повезана са Малијем железницом. Железница повезује Абиџан са Бобо Диуласом и Уагадугуом у Буркини Фасо. Укупна дужина железничких пруга које функционишу у држави је 639 km. Само мали део од укупних 50.400 km улица је асфалтиран. Влада управља са неколико радијских и телевизијских станица. У 2000. год. 135 радио-пријемника и 55 телевизора је ишло на 1000 становника. Обала Слоноваче је имала 20 главних телефонских линија за сваких 1000 људи у 2002. год.

## Становништво
Становништво Обале Слоноваче је разнолично, састоји се од преко 60 етничких група. Главне групе укључују људе Акан говорног језика на југоистоку, Кру на југозападу, Волтаик групе на североистоку и Мандинка (такође познати и као Мандинго или Малинке) и јужни Манд људи који се налазе на северозападу. Постоји и значајна Либанска заједница.
У Обали Слоноваче живи приближно 24.400.000 становника. Просечна густина насељености је 55 особа на km².
Процењено је да 37% људи прати традиционалне религије; 40% су Муслимани и 24% су хришћани, углавном Римокатолици. Француски је званични језик нације; такође се говоре и бројни афрички језици.
Највећи градови су: Абиџан, са становништвом од 3,8 милиона људи (2000. процењено, највећи град), Буаке (1988, 329.850) важан управни и трговински центар. У друге урбане центре спадају Далоа (121.842); Гагноа, маркетиншки град и Ман. Јамусукро (1990, 120.000), између Буафлеа и Димбокроа, именован је новим главним градом 1983, али многе владине канцеларије су остале у Абиџану.
Образовање у Обали Слоноваче је слободно, примарно образовање је обавезно. Огроман телевизијски едукациони програм је започет у раним седамдесетим. У 2000. године и 2001. године само 79% деце основношколског узраста и 23% средњошколског узраста је било уписано у школу. Национални Универзитет Обале Слоноваче (1958), у Абиџану, годишње похађа око 21.000 ученика. Знатан број унапређених студената студира у иностранству. Процењено је да је 52,3% одрасле популације писмено .
Модернизовани сектор популације Обале Слоноваче је под великим утицајем француске културе. Домородачка култура државе остаје снажна, међутим, добро је позната по уметничким креацијама, посебно маскама. Француски језик је готово универзално кориштен у писаној литератури Обале Слоноваче, доводи до искључивања афричких језика.

## Еколошки проблеми
Обала Слоноваче је некад имала највеће кишне шуме у Западној Африци, али је искориштавањем дрвећа у индустрији и поступком сече и паљења, покривеност шумама смањена на 22,4% од укупне површине државе. Године 1996. влада је забранила извоз дрвета, али илегална сеча шума се наставља.
Пољопривредници су на огромним површинама некадашњих шума посадили кафу и какао, који добро успевају у богатом тлу. Након што је 1960. године проглашена независност Обале Слоноваче од Француске, двосмислена земљопоседничка политика је охрабрила многе пољопривреднике у држави да се одрекну непродуктивне земље и да секу шуме. Од шездесетих година засађено је неколико десетина хиљада садница, али стопа крчења шума је премашује.
Привредна зависност Обале Слоноваче од пољопривреде је довела до експлоатације природних ресурса државе у времену економских тегоба. Током осамдесетих, кад је цена какаоа и кафе пала широм света, Обала Слоноваче је повећала извоз дрвета да надокнади за смањени пољопривредни приход.
Премда је 6,2% укупне површине службено заштићено као национални паркови и резервати, досељени пољопривредници настављају да уклањају шуме и сеју усеве у заштићеним подручјима. Обала Слоноваче је забранила лов 1973. године, али бесправан лов и даље прети животињском свету.
Обала Слоноваче је ратификовала међународне договоре у намери да се заштити биљна разноврсност, угрожене врсте, тропске шуме, мочваре и озонски омотач. Такође је потписала одредбе које ограничавају поморско загађење и опасан отпад.